# Feuersnot
Feuersnot est un Singgedicht (« poème chanté ») en un acte de Richard Strauss, sur un livret de Ernst von Wolzogen d'après un article de J. Ketel paru dans la Oudenaarde Gazette de Leipzig (1843), créé le 21 novembre 1901 au Königliches Opernhaus de Dresde.

## Argument
Munich, au Moyen Âge.
Pendant le festival d'été, les amants se jurent fidélité en sautant à travers les flammes d'un feu de camp (connu traditionnellement comme feux de la Saint-Jean).
Un sorcier, Kunrad, est apparu dans la ville, et sa présence dérange les gens. Kunrad est attiré par Diemut, fille du Maire. Il l'embrasse en public. Elle le repousse en lui promettant de le hisser dans sa chambre dans un panier, mais le laisse pendre à mi-chemin.
En représailles, il éteint tous les feux du festival et dénonce les gens comme philistins. Le seul moyen de rétablir les feux se fait par « le corps d'une vierge en chaleur », ce qui choque la population. 
Ils persuadent Diemut de céder à Kunrad. Elle le fait, ce qui constitue sa première expérience sexuelle (figurée par une page orchestrale), avec une lumière allumée dans sa chambre. 

Les feux sont restaurés.
Cette œuvre est parfois considérée comme parodique du thème wagnérien de la rédemption par l'amour.

## Distribution
| Rôle                                       | Typologie vocale | Distribution de la création (21 novembre 1901, dir. Ernst von Schuch) |
| ------------------------------------------ | ---------------- | --------------------------------------------------------------------- |
| Schweiker von Gundelfingen, intendant      | ténor            | Franz Petter                                                          |
| Ortolf Sentlinger, le maire                | basse            | Franz Nebuschka                                                       |
| Diemut, sa fille                           | soprano          | Annie Krull                                                           |
| Margret, amie de Diemut                    | soprano          | Minnie Nast                                                           |
| Elsbeth, amie de Diemut                    | mezzo-soprano    | Frl. Lautenbacher                                                     |
| Wigelis, amie de Diemut                    | contralto        | Irene von Chavanne                                                    |
| Kunrad, alchimiste                         | baryton          | Karl Scheidemantel                                                    |
| Jörg Pöschel, Leitgeb                      | basse            | Ernst Wachter                                                         |
| Hämmerlein, mercier                        | baryton          | Josef Höpfl                                                           |
| Kofel, forgeron                            | basse            | Friedrich Plaschke                                                    |
| Kunz Gilgenstock, boulanger                | basse            | Hans Geißler                                                          |
| Ortlieb Tulbeck, tonnelier                 | ténor            | Anton Erl                                                             |
| Ursula, sa femme                           | contralto        | Franziska Schäfer                                                     |
| Ruger Asbeck, potier                       | ténor            | Theodor Kruis                                                         |
| Walpurg, sa femme                          | soprano          | Gisela Staudigl                                                       |
| Habitants, femmes, enfants, gardes (chœur) |                  |                                                                       |

## Discographie
- Orchestre radio-symphonique de Munich dirigé par Heinz Fricke avec Julia Varady, Bernd Weikl, Helmut Berger-Tuna, Acanta 1984